# Guo Linlin
Guo Linlin (en chino: 郭淋淋; Hengshui, 13 de noviembre de 1992) es una deportista china que compite en remo.
Participó en los Juegos Olímpicos de Tokio 2020, obteniendo una medalla de bronce en la prueba de ocho con timonel. Ganó una medalla de bronce en el Campeonato Mundial de Remo de 2014, en la misma prueba.

## Palmarés internacional
| Juegos Olímpicos   | Juegos Olímpicos         | Juegos Olímpicos  | Juegos Olímpicos |
| Año                | Lugar                    | Medalla           | Prueba           |
| ------------------ | ------------------------ | ----------------- | ---------------- |
| 2020               | Tokio (Japón)            | Medalla de bronce | Ocho con timonel |
| Campeonato Mundial |                          |                   |                  |
| Año                | Lugar                    | Medalla           | Prueba           |
| 2014               | Ámsterdam (Países Bajos) | Medalla de bronce | Ocho con timonel |